# Winterland
Winterland – powieść kryminalna irlandzkiego pisarza Alana Glynna z 2009. Polskie tłumaczenie ukazało się w tym samym roku. Powieść przetłumaczyli Paweł Martin i Justyna Zawiejska.
Akcja powieści rozgrywa się współcześnie w Dublinie, gdzie zamordowane zostały dwie osoby o tym samym imieniu i nazwisku - Noel Rafferty (architekt i jego bratanek). Siostra architekta (Gina Rafferty) podejmuje w tym zakresie prywatne śledztwo, narażając się interesom wielkiego międzynarodowego koncernu, budującego w stolicy Irlandii drapacz chmur - Richmond Plaza. Powieść pokazuje powiązania pomiędzy biznesem, polityką i światem przestępczości zorganizowanej.